# 科特蘭縣 (紐約州)
科特蘭縣（英語：Cortland County）是美国纽约州中部偏西的一個縣，面積2,895平方公里。根據2020年美國人口普查，共有人口46,809人。縣治科特兰。該縣成立於1808年4月8日，縣名紀念紐約州第一任副州長、制憲會議主席馮·科特蘭。